# Sjofar

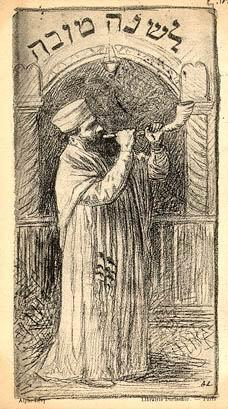
Het bespelen van de sjofar, door Alphonse Lévy

Een sjofar (Hebreeuws: שׁוֹפָר, šōfār) of sjoufer (Nederlands-Jiddisch/Asjkenazische uitspraak) is een hoorn die in de joodse eredienst wordt gebruikt.

## Ramshoorn
Normaal gesproken is de sjofar een ramshoorn, maar hoorns van andere ritueel reine dieren, zoals geiten of antilopes, kunnen ook wel als sjofar gebruikt worden. Die van een ram heeft echter de voorkeur, omdat de sjofar herinnert aan de ram die werd geofferd door aartsvader Abraham in plaats van zijn zoon Isaak. De linkerhoorn zou gebruikt zijn om de eerste sjofar te maken. Absoluut verboden is de hoorn van een stier te gebruiken, omdat dit te veel doet denken aan het gouden kalf, het afgodsbeeld van de joden uit Exodus 32.
De traditie uit Exodus 19:16 zegt dat toen de Torah door God aan Mozes werd gegeven op de Sinaï, te midden van bliksemschichten en donderslagen een luid geschal van de sjofar klonk, waardoor het volk beefde van ontzag en angst Het verhaal wil verder dat op de rechter hoorn van deze ram geblazen zal worden als de Messias komt.

## Geschiedenis
Duizenden jaren geleden werd de sjofar gebruikt om de aandacht op te roepen, bijvoorbeeld bij het uitbreken van een oorlog, wat enigszins vergelijkbaar is met de alarmsirenes die in onze tijd worden gebruikt.

## Gebruik in de joodse traditie
Gedurende de hele maand eloel van de joodse kalender wordt aansluitend aan de ochtenddienst op werkdagen op de sjofar geblazen. Daarmee worden de komende feestdagen – Rosj Hasjana en Jom Kippoer – aangekondigd, die in de maand tisjri gevierd worden.
Op beide dagen van Rosj Hasjana, het joodse Nieuwjaar, wordt in de synagoge honderdmaal, verdeeld over diverse momenten van de dienst, op de sjofar geblazen. Tenzij een van deze dagen op sjabbat valt, dan wordt er namelijk geen sjofar geblazen omdat dit een overtreding van de sjabbat zou behelzen. Het beluisteren van de sjofar behoort voor orthodoxe joden tot de mitswot, de religieuze geboden voor nieuwjaar. Verder wordt op Jom Kippoer, het feest van de verzoening dat een aantal dagen later wordt gevierd, aan het eind van de dienst een lange en indringende toon op de sjofar geblazen, zoals ingesteld in Tenach (Leviticus 25).

## Sjofar blazen
De manier waarop op de sjofar geblazen wordt, heeft verschillende namen:
- Tekia - een lange stoot
- Sjewariem - drie kortere stoten
- Teroe'a - een reeks (ongeveer negen) korte stoten

De opeenvolging hiervan is: tekia, dan sjewariem, vervolgens teroe'a en tot slot weer tekia. De slotdienst van Jom Kipoer (ne'iela) wordt afgesloten met enkel een lange tekia.

## Diverse
- In de Nederlandse versie van de Hebreeuwse en de christelijke Bijbel wordt sjofar vertaald met bazuin.
- De muren van de stad Jericho zouden volgens Jozua verwoest zijn nadat er op een sjofar geblazen was. Rond de muren van de stad werd zes dagen lang, eenmaal per dag, een rondje gelopen door de belegeraars, al blazend op de ramshoorn (Joz. 6:9 e.a.). Op de zevende dag liep de vijand eerst zevenmaal rond de stad. Daarna werd het geluid gemaakt en tegelijkertijd juichte het hele volk. De muren stortten in en de belegeraars kwamen probleemloos in de stad.
- De sjofar is anno 2016 ook in gebruik in verschillende christelijke kerken.[bron?] Het geluid is onder andere een krachtige ondersteuning bij aanbiddingssamenkomsten.